# Peter Macon
Peter Macon (18 de mayo de 1982) es un actor de televisión y teatro de Estados Unidos.

## Carrera
Ha aparecido en episodios de Nash Bridges, Law & Order, Sin rastro, Supernatural, Dexter, Bosch, Seal Team y Shameless.
Es habitual interpretando al personaje de Bortus en The Orville, una serie tragicómica de ciencia ficción para televisión  creada por Seth MacFarlane que se estrenó en FOX el 10 de september de 2017.

## Galardones
Macon ganó un Premios Emmy Creativo por a la mejor actuación de voz en 2002 por la narración de los Cuentos animados del mundo.